# Abelsonita
Abelsonita é um mineral de níquel porfirina com a fórmula química C31H32N4Ni. Foi descoberto em 1969 em Utah nos Estados Unidos, e descrito em 1975. O mineral recebeu o nome do geoquímico Philip Abelson. É o único conhecido geo porfirina cristalino.

## Descrição
Abelsonita é semitransparente de cor roxo-rosa, roxo escuro acinzentado, roxo avermelhado pálido ou marrom avermelhado. O mineral ocorre um ripas ou placas finas ou em pequenos agregados de até 1 cm. O mineral é solúvel em benzeno e acetona e é insolúvel em água, ácido clorídrico diluído, e ácido nítrico diluído.

## Ocorrência e formação
O mineral é conhecido apenas a partir da formação Green River. Ficou conhecido da Bacia de Uintah em Utah desde a sua descoberta e na Bacia de Piceance em Colorado desde 1985. Abelsonita ocorre em associação com albita, analcite, dolomita, mica, ortoclase, pirita e quartzo.
Abelsonita é um mineral secundário que se formou em fraturas, vugs e planos de estratificação do xisto betuminoso. O mineral provavelmente se formou a partir diagênese de clorofila, provável clorofila a, o qual foi transportado como uma solução aquosa para um ambiente geológico favorável.
Em 2003, abelsonita foi totalmente sintetizado pela primeira vez.

## Estrutura

Estrutura do abelsonita

Desde 1989, abelsonita é o único a geo porfirino conhecido por ter uma estrutura cristalina. A maioria dos geo porfirinos ocorrem como uma série de homólogos, abrangendo uma grande variedade de números de carbono. A porfirina que inclui a abelsonita é comum, mas geralmente não ocorre isoladamente de outras porfirinas.
O mineral é um deoxophylloerythroetioporphyrin (DPEP), com o níquel ocupando o centro do anel de porfirina. A maior parte do mineral consiste em uma porfirina C31 com pequenas quantidades de um norisomer C30. O mineral cristaliza no sistema cristalino triclínico.

## História
O mineral foi observado pela primeira vez em 1969, em uma amostra de núcleo feita pela Western Oil Shale Corporation no Condado de Uintah em Utah. Foi descrito em 1975 na revista Geological Society of America Abstracts with Programs. O mineral foi nomeado após Philip H. Abelson (1913-2004), um editor de longa data da revista Science, por seu trabalho em geoquímica orgânica.
Exemplares são mantidos no Museu de História Natural de Londres e no Museu Nacional de História Natural, em Washington, D.C.